# Motor de cohete J-2

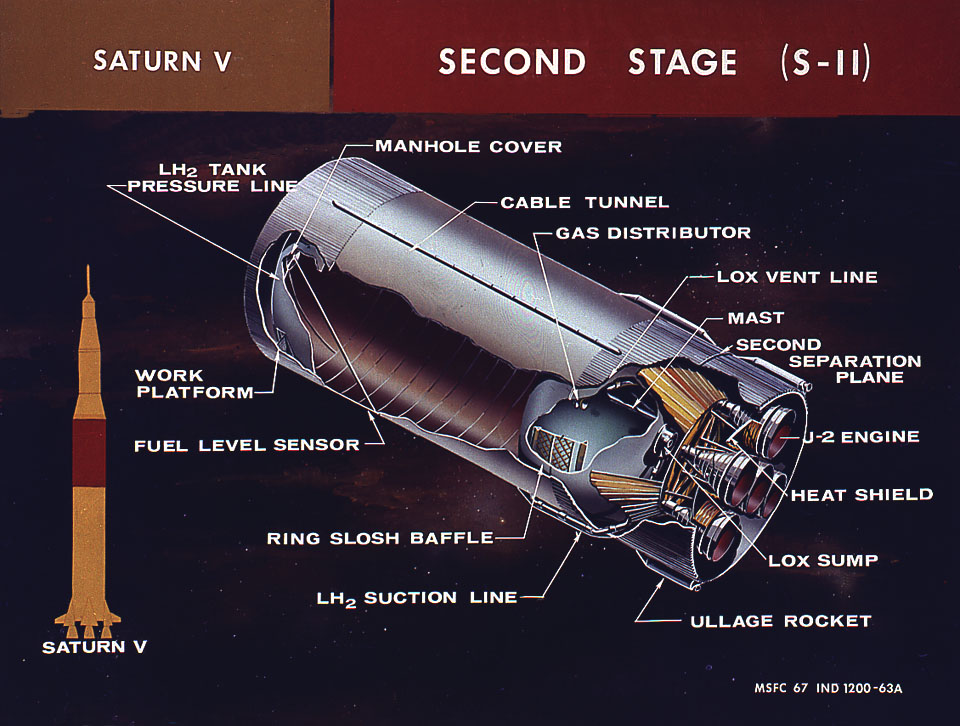
Segunda etapa del Saturno V, con cinco motores J-2.

El J-2, desarrollado por Rocketdyne, fue el mayor motor propulsado por hidrógeno líquido de Estados Unidos antes de los motores SSME del transbordador espacial (Space Shuttle main engines), siendo posteriormente resucitado para respaldar el programa Constelación de la NASA para regresar a la Luna.
El J-2 fue un importante componente del cohete Saturno V. Se usaron Cinco motores J-2 en la fase S-II, la segunda etapa de dicho cohete, un motor más en la tercera fase S-IVB, y la segunda etapa del Saturno IB. Además, existió la posibilidad de usar varios motores J-2 en las etapas superiores del hipotético cohete Nova.
Una característica única de este motor (en su tiempo) era su habilidad de reiniciarse después de apagarse. El motor J-2 en el S-IVB tenía la intención de encenderse dos veces. La primera ignición, de aproximadamente dos minutos, colocaba la nave Apolo en órbita terrestre, y luego se apagaba. Después de que la tripulación comprobara que la nave estaba operando correctamente, el J-2 se reiniciaba para la inyección translunar. Estos 6.5 minutos de encendido aceleraban la nave Apolo a velocidad de escape, y con rumbo a la Luna.

## J-2S
Se inició en 1964 un programa experimental para mejorar el rendimiento del J-2, llamada J-2X (no se debe confundir con la variante actual, del mismo nombre). El cambio principal al diseño original del J-2 fue cambiar de sistema de regulación de gas, que suministraba el gas caliente desde una válvula en la cámara de combustión en lugar de un quemador por separado. Además de reducir la cantidad de partes del motor, también redujo la dificultad del proceso de ignición y la temporización adecuada de varios quemadores.
Los cambios adicionales incluyeron un sistema de acelerador, permitiendo mayor flexibilidad en las misiones, lo cual también requería un sistema de mezcla variable para combinar apropiadamente el combustible con oxígeno para diversas presiones de operación. También incluyó un nuevo modo de ralentí, que producía un empuje menor y podría ser utilizado para hacer cambios de rumbo en órbita o para acomodar (también en órbita) los tanques de combustible antes de la aceleración.
Durante el programa experimental, Rocketdyne también produjo una serie de seis modelos de prueba, los J2S. Estos fueron ensayados muchas veces entre 1965 y 1972, para un total de 30.858 segundos de combustión. En 1972, se confirmó que no habría pedidos futuros para cohetes Saturno, lo cual acabó con el programa. la NASA consideró utilizar el J2S en un número de misiones distintas, y durante algún tiempo se había pensado instalar un conjunto de cinco de ellos para impulsar el Transbordador Espacial, una configuración que puede ser vista en los primeros planos de la nave.

## J-2T

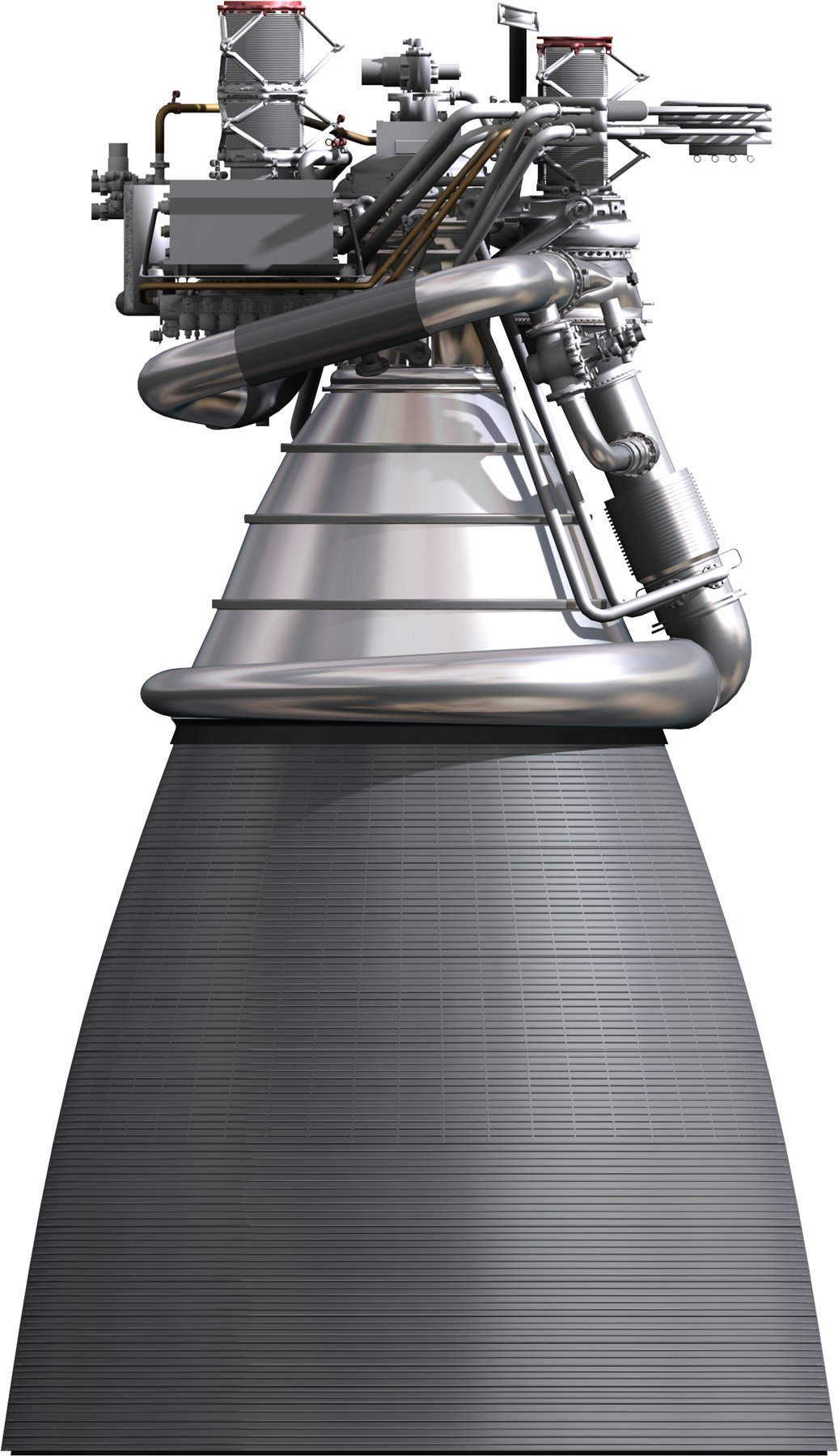
Variante de motor J-2X.

## J-2X

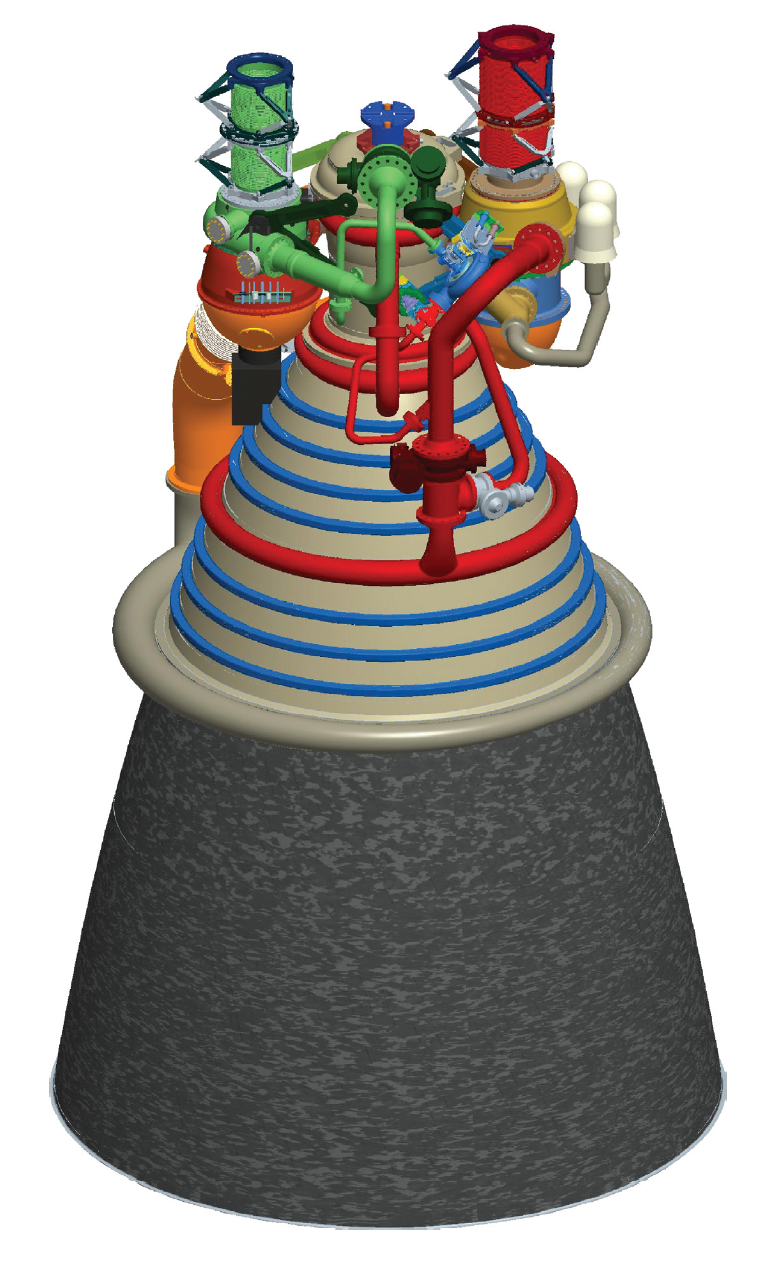
Imagen conceptual del motor J-2X.

Una nueva variante de este motor, llamada el J-2X, está siendo diseñada para dar soporte al futuro programa Constelación y su nave Orión basada en el proyecto Apolo, que reemplazará al transbordador espacial a partir de su retiro en 2011. Originalmente el plan era usar dos motores J-2X, así como la central eléctrica, solo para la Earth Departure Stage (EDS). Un motor J-2X generará 1,3MN para la EDS.
Con el gasto de convertir el SSME de un motor de ignición en tierra a uno en el aire, incluyendo el gasto de construir y encender nuevos SSMEs para cada misión, la NASA también decidió adoptar el motor J-2X para la segunda etapa del Ares I.  Esta decisión, hecha el 18 de febrero de 2006 permitiría a la NASA poder lanzar el cohete Ares I dentro de los 3 años después de la retirado del transbordador en 2011 y permitiría el lanzamiento de la nave Orión en 2014.  Además, el uso del J-2X en ambos cohetes posibilitará a la NASA simplificar la construcción de apoyo a la Orión.  La NASA comenzó la construcción de una nueva postura de pruebas para pruebas de altitud de los motores J-2X en el  Stennis Space Center (SSC) el 23 de agosto de 2007.  Entre diciembre de 2007 y mayo de 2008, se dirigieron en el SSC nueve pruebas de componentes heredados del motor J-2 en preparación para el diseño del motor J-2X.
El nuevo J-2X será diseñado para ser más eficiente y más simple de construir que su antecesor, y a un costo menor que los motores SSME del transbordador espacial.
El 16 de julio de 2007, la NASA oficialmente concedió a Pratt and Whitney de Rocketdyne, Inc. el contrato de $1200 millones de dólares "para el diseño y desarrollo, para las pruebas y la evaluación del motor de cohete J-2X que impulsará las etapas superiores de los vehículos de lanzamiento Ares I y Ares V".  El 8 de septiembre de 2008 Rocketdyne anunció que la prueba de un generador de gas como los que se usarán para los motores J-2X tuvo éxito. La primera prueba de encendido de un J-2X está programada que tenga lugar en 2010 en el Centro espacial John C. Stennis.

### Primeras pruebas del J2-X

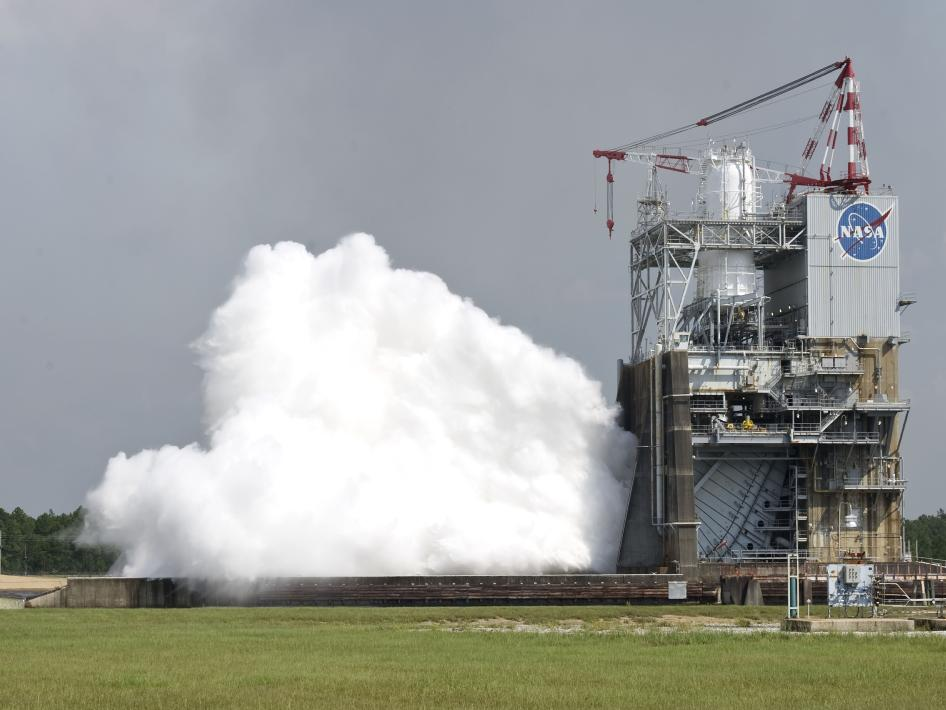
Prueba del motor. NASA/SSC

El 28 de septiembre de 2011, la NASA realizó una prueba de 40 segundos del motor de la próxima generación seleccionada como parte de la arquitectura de sistema de lanzamiento espacial que una vez más, llevará a los seres humanos al espacio profundo. Fue una prueba al 99% de la capacidad total de energía del motor para así obtener una mejor comprensión de los sistemas de arranque y parada y poder evaluar las modificaciones realizadas como resultados de las pruebas de fuego anteriores.
La prueba fue realizada en el John C. Stennis Space Center, en el sur de Misisipi, apenas dos semanas después que la agencia anunciara sus planes para el nuevo SLS para ser accionado por el núcleo de etapas RS-25 D / E y las etapas superiores de J2-X. El hidrógeno y el oxígeno líquido para el J-2X está siendo desarrollado para la NASA en el Centro Marshall de Vuelos Espaciales, en Huntsville, Alabama, por la Pratt & Whitney Rocketdyne.

## Especificaciones

### J-2
Empuje (altitud): 200.000 lbf (890 kN)

Burn time: 500 s

Impulso específico: 418 s (4099 m/s)

Peso del motor - en seco: 3.480 lb (1.579 kg)

Peso del motor - en uso: 3.609 lb (1.637 kg)

Exit to Throat Area ratio: 27,5 to 1

Combustibles: LOX & LH2

Mixture ratio: 5,50

Contratista: NAA/Rocketdyne

Aplicación: Saturn IB y Saturn V / S-IVB etapa superior - 1-motor

Aplicación: Saturn V  / S-II 2.ª etapa - 5 motores

### J-2S
Empuje en el vacío: 265.000 lbf (1179 kN)

Impulso específico en el vacío: 436 s (4276 m/s)

Peso del motor básico - en seco: 3.235 lb (1.467 kg)

Peso del motor con accesorios - en seco: 3.800 lb (1.724 kg)

Combustibles: LOX & LH2

Mixture ratio: 5,50

Contratista: Rockwell International/Rocketdyne

### J-2X
Empuje en el vacío: 294.000 lbf

Impulso específico en el vacío: 448 s

Peso del motor básico - en seco: 5.450 lb

Combustibles: LOX & LH2

Contratista: Rocketdyne

Aplicación: SLS block 1 etapa superior - 1 motor 